# Moisés Lira Serafín
El Beato Moisés Lira Serafín (Zacatlán, México; 16 de septiembre de 1893-Ciudad de México; 25 de junio de 1950) fue un sacerdote mexicano, fundador de la Congregación de las Misioneras de la Caridad de María Inmaculada.

## Biografía
Moisés Lira Serafín nació en Tlatempa, municipio de Zacatlán Puebla el 16 de septiembre de 1893. Es el fundador de la Congregación de las Misioneras de la Caridad de María Inmaculada. Su madre falleció cuando él tenía 5 años, un hecho que marcaría su vida. Su padre era maestro y viajó con él por varias partes. Estudió en el Seminario Palafoxiano de Puebla y posteriormente en 1914 ingresó en la Congregación de los Misioneros del Espíritu Santo invitado personalmente por el fundador de la Congregación P. Félix de Jesús Rougier. Fue el primer miembro de esta congregación, en la cual profesó sus votos el 4 de febrero de 1917. Cinco años después fue ordenado sacerdote, el 14 de mayo de 1922. Vivió parte de la persecución religiosa en México y emigró a Roma donde vivió hasta 1928. El 29 de marzo de 1934 fundó la congregación de Misioneras de la Caridad de María Inmaculada.

## Declaración de Venerable
Su causa de beatificación comenzó en el año 2000 y fue turnada a la Santa Sede el 25 de octubre de 2001. El Jueves Santo del 2013, el Papa Francisco, autorizó a la Congregación para la causa de los Santos que promulgara el decreto por el que se le reconocieron las "virtudes heroicas" otorgándole el título de venerable; siendo este el primer paso hacia la canonización.

## Beatificación
El 14 de diciembre de 2023 el Papa Francisco autorizó que se promulgara el decreto para la beatificación del venerable Moisés Lira Serafín tras el milagro atribuido a su intercesión. Fue beatificado el sábado 14 de septiembre de 2024, en la Basílica de Santa María de Guadalupe, en la Ciudad de México durante una misa presidida por el cardenal Marcello Semeraro.